# 科爾比廳

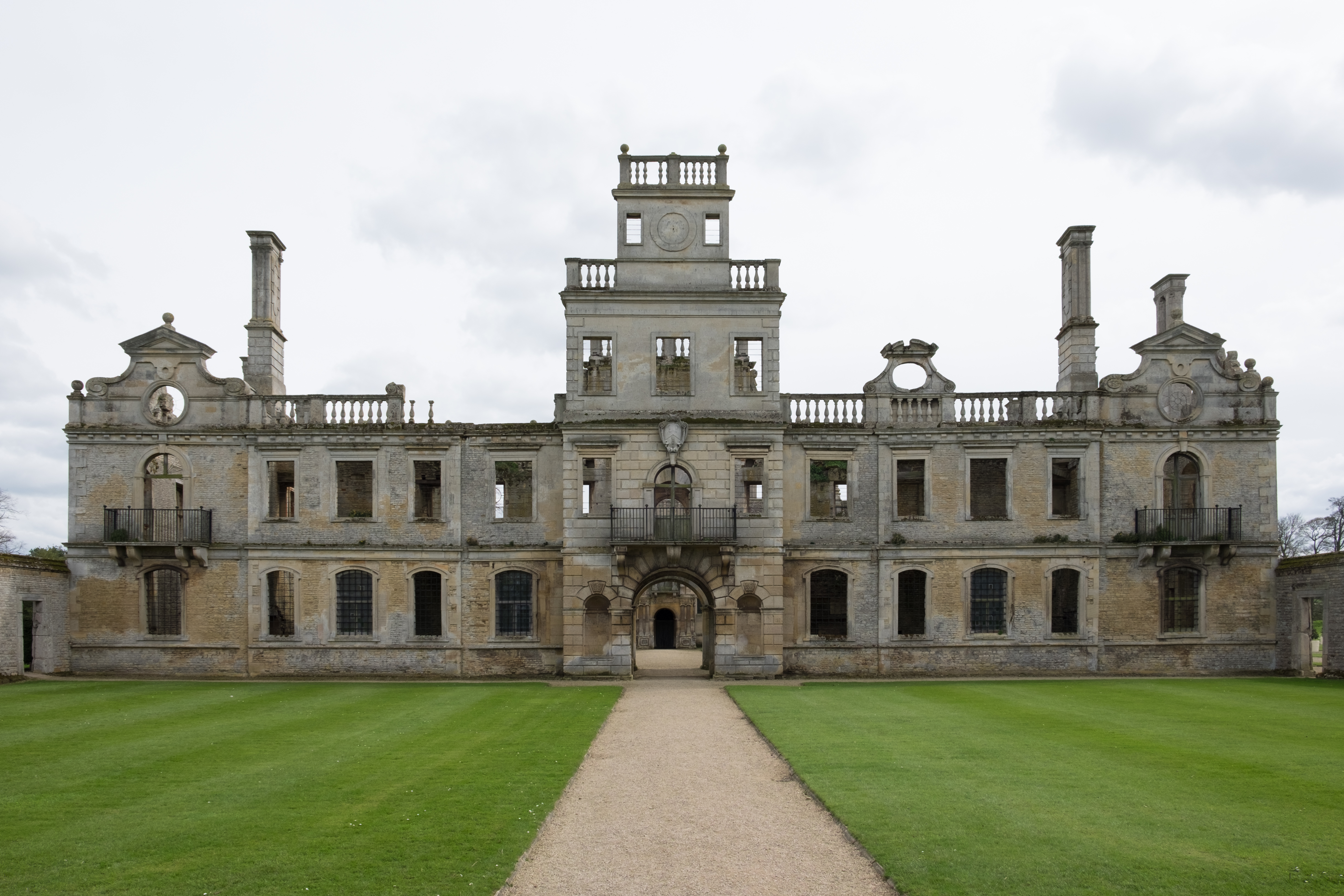
科爾比廳

科爾比廳（Kirby Hall）是一座伊麗莎白風格的英國鄉村別墅，位於英格蘭北安普敦郡格雷敦附近。現在這座建築由溫奇爾西伯爵所有，英格蘭遺產管理。該建築現在處在半廢墟狀態，很多建築都沒有屋頂。

## 外部連結
维基共享资源上的相關多媒體資源：Kirby Hall
- English Heritage : visitor information （页面存档备份，存于）
- Historic England : list entry summary （页面存档备份，存于）
- Teachers' resource kit : English Heritage （页面存档备份，存于）